# Gastrancistrus amaboeus
Gastrancistrus amaboeus är en stekelart som beskrevs av Walker 1848. Gastrancistrus amaboeus ingår i släktet Gastrancistrus och familjen puppglanssteklar.
Artens utbredningsområde är Sverige. Arten är reproducerande i Sverige. Inga underarter finns listade i Catalogue of Life.